# گرگور وایس
گرگور وایس (به انگلیسی: Gregor Weiss) ژیمناست زادهٔ ۱۸ فوریهٔ ۱۹۴۱ میلادی اهل کشور ایالات متحده آمریکا است.